# Нова Вісьневка
Нова Вісьневка (пол. Nowa Wiśniewka, нім. Kirschdorf) — село в Польщі, у гміні Закшево Злотовського повіту Великопольського воєводства.
Населення — 101 особа (2011).
У 1975-1998 роках село належало до Пільського воєводства.

## Демографія
Демографічна структура станом на 31 березня 2011 року:
|          | Загалом | Допрацездатний вік | Працездатний вік | Постпрацездатний вік |
| -------- | ------- | ------------------ | ---------------- | -------------------- |
| Чоловіки | 50      | 9                  | 36               | 5                    |
| Жінки    | 51      | 10                 | 30               | 11                   |
| Разом    | 101     | 19                 | 66               | 16                   |